# Girolamo Siciolante da Sermoneta

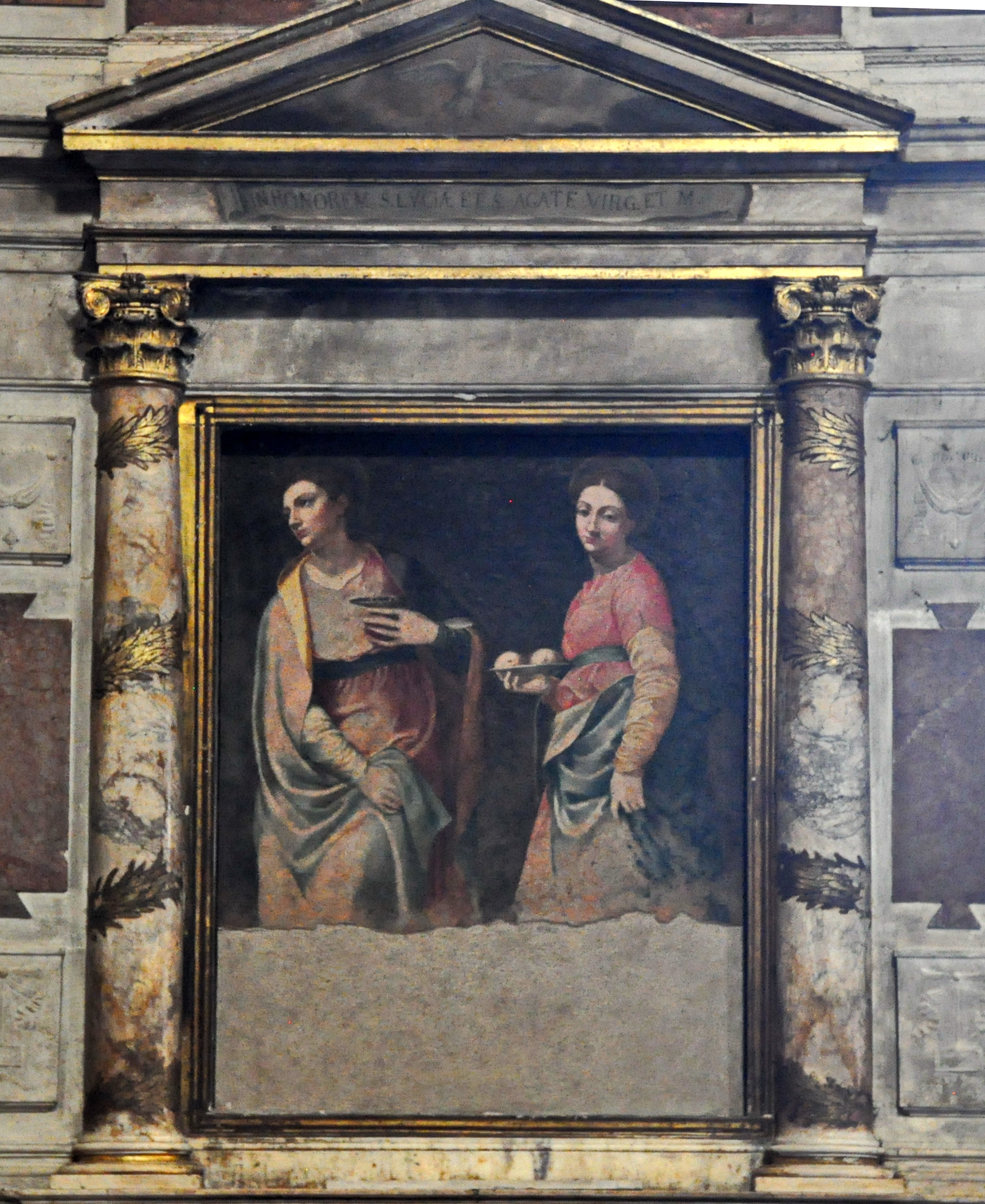
De heliga Lucia och Agata, fresk i Santa Maria sopra Minerva i Rom.

Girolamo Siciolante da Sermoneta, född 1521 i Sermoneta, död 1580 i Rom, var en italiensk målare under manierismen. 

## Verk i urval
- Madonnan med sex helgon – San Martino Maggiore, Bologna
- Scener ur Jungfru Marias liv – San Tommaso dei Cenci, Rom
- Korsfästelsen – San Giovanni in Laterano, Rom
- Kristi förklaring – Santa Maria in Aracoeli, Rom
- Jesu födelse – Santa Maria della Pace, Rom
- Korsfästelsen – Santa Maria di Monserrato, Rom
- Den heliga Katarinas martyrium – Santa Maria Maggiore, Rom
- De heliga Lucia och Agata – Santa Maria sopra Minerva, Rom